# Insectarium

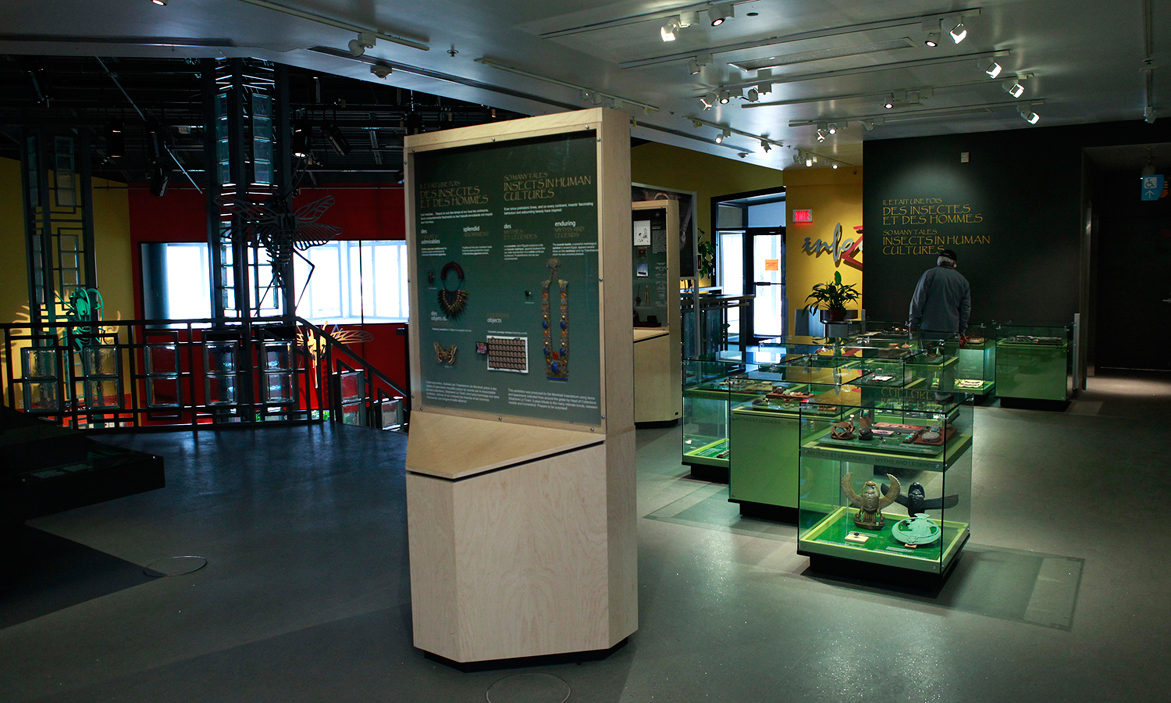
Une des salles de l'insectarium de Montréal.

Un insectarium est une collection d'insectes vivants ou morts. Au terme insectarium, peuvent être rattachés deux types de conception différente :
- Un insectarium est un ensemble de vitrines où des insectes morts sont présentés épinglés et étiquetés.
- Un insectarium est également un endroit où l'on garde et on élève des insectes vivants en tentant de reconstituer leur milieu naturel ou biotope. Il s'agit le plus souvent d'une cage vitrée, avec un toit ou une face amovible afin de pouvoir accéder à l'intérieur de la cage, comme un terrarium.

## Insectarium public
Un insectarium public est un établissement (ou espace) de présentation et d'élevage d'insectes vivants, ouvert au public et qui a pour buts l’éveil et la sensibilisation au monde des insectes, et la recherche scientifique. Les insectes ont un rôle essentiel pour l'équilibre écologique de la planète.
Un insectarium public peut être indépendant, être une partie de parc zoologique, de jardin botanique ou de musée d'histoire naturelle, ou être inclus dans un vivarium. L'espace réservé aux fourmis s'appelle un formicarium. Celui réservé aux papillons est qualifié de papillonneraie.
Un insectarium n'est pas forcément accessible au grand public s'il est implanté dans l'enceinte d'une université ou d'un laboratoire de recherche.

### Histoire
Le Zoo de Londres fut l’un des premiers insectariums publics au monde (1881).

### Exemples d'insectariums
- Algérie :
  - Insectarium d'Alger

- Angleterre :
  - Zoo de Londres

- Australie :
  - Insectarium of Victoria

- Belgique:
  - Insectarium Jean Leclercq, Gembloux[1]

- Canada :
  - Insectarium de Montréal
  - Insectarium de Québec
  - Insectarium René-Martineau, Sainte-Foy–Sillery
  - Newfoundland Insectarium

- États-Unis :
  - Audubon Insectarium, La Nouvelle-Orléans
  - Monsanto Insectarium, Saint Louis (Missouri)
  - The Insectarium, Philadelphie

- France :
  - Citadelle de Besançon
  - Insectarium de La Réunion
  - Insectarium de l'université de Strasbourg
  - Insectarium de Lizio (Lizio, Bretagne)[2]
  - Parc du Peuple de l'herbe, Carrières-sous-Poissy

- Japon :
  - Zoo de Tama, près de Tōkyō